# Vapor Pizarro (1851)
El Vapor de rodes Pizarro va ser un vaixell amb buc de fusta i propulsió mitjançant dues rodes de paleta laterals de l'Armada Espanyola, construït a Cadis a mitjans de 1851, i que va prestar servei fins a 1878. Poc després d'entrar en servei, Tenint com a comandant el 1856 en Jacobo de Mac-Mahón y de Santiago va formar part de la divisió del general Herrera que es trobava a les costes del Marroc i Llevant i va actuar en diverses ocasions com escorta del iot real. A mitjans del 1860 va formar part de la divisió del general Rubalcaba, a l'Havana, on participa en operacions contra Mèxic entre 1861 i 1862. El 1870, fou destinat a Puerto Rico, i el 1878 se li ordena tornar a la península per a efectuar reparacions. Després recalar a São Tomé i les Illes Açores per reposar carbó, va emprendre la seva última singladura. L'11 de setembre de 1878, el fort onatge i la tempesta van danyar seriosament el buc i l'aigua va inundar el vaixell, sense que les bombes de buidatge poguessin evitar-ne l'enfonsament. Després d'ordenar el seu comandant abandonar el vaixell, la tripulació va ser rescatada pel Clíper italià Carlo Frugoni.